# Трунфио, Николь
Николь Трунфио (англ. Nicole Trunfio; род. 16 марта 1986, Дуббо, Новый Южный Уэльс, Австралия) — австралийская модель и актриса из города Дуббо, провинция Новый Южный Уэльс, Австралия.

## Биография
Семья Николь Трунфио переехала из города Дуббо в Мерредин, Западная Австралия, когда ей было меньше года. Когда будущей модели исполнилось девять лет, семья опять переехала. На сей раз, в город Аустралинд. В семье Николь было четверо детей и она была младшей. Её отец, итальянец из Реджио, Калабрия, подрабатывал механиком и иногда музыкантом, а её мать работала в парикмахерской. Николь ходила в католическую школу St. Mary, где прослыла очень умной и способной ученицей. После переезда в Аустралинд она посещала сначала начальную школу Parkfield, а затем среднюю школу Аустралинда. По её словам, во время учёбы в школе её особенно сильно привлекал спорт: нетбол и баскетбол.

## Карьера
Первым шагом Николь Трунфио в модельном бизнесе стала её победа на конкурсе красоты города Перт и подписание контракта с модельным агентством Viviens Model Management. После этого она победила на австралийском конкурсе «В поисках супермодели», который привел её в Нью-Йорк, где она заняла второе место в престижном конкурсе «Ford Supermodel of the World». После чего, Трунфио перебралась в Сидней, где её ждала дебютная съемка для австралийского «Vogue» и показ для «Gucci».
Трунфио участвовала в показах для многих модных домов, включая «Chanel», «Dolce & Gabbana», «Versace», «Christian Dior», «Gucci», «Fendi», «Missoni», «Roberto Cavalli», «Vivienne Westwood», «Valentino», и «Victoria’s Secret». Кроме того, австралийская модель приняла участие в рекламных компания для «Karl Lagerfeld», «Sonia Rykiel», «Lacoste», «Sisley», «Anne Taylor» и «Guess». Николь заменила Миранду Керр в качестве лица Дэвида Джонса в зимней коллекции 2011 года, и, так же, является лицом бренда «Ulta». Трунфио успела поработать со множеством знаменитых фэшн-фотографов, например, с Стивеном Кляйном, Питером Линдбергом и скандально известным Терри Ричардсоном. Её фотографии регулярно появляются в «Vogue», «Elle», «Marie Claire», «Harper’s Bazaar» и «GQ».
В 2009 году, Николь была почетным гостем второго сезона американской версии шоу «Make Me a Supermodel».
Последнее на данный момент начинание неутомимой австралийской модели — это ювелирная компания под названием «Eight and a Half Jewelry», которая начала свою работу в сентябре 2011 года.

### Актёрская карьера
Николь как-то призналась, что была с детства серьёзно увлечена актёрским ремеслом и последние три года она потратила на посещение актёрских курсов в Нью-Йорке. Получив полноценное актёрское образование, Трунфио дебютировала в австралийской драме режиссёра Шона Сита «Два кулака и одно сердце». Затем, последовали роли в фильмах «Последний международный плейбой» (реж. Стив Кларк, 2009 год), и в фильме Софии Копполы «Где-то», который вышел на экраны в 2010 году.

## Личная жизнь
С 19 апреля 2016 года Трунфио замужем за музыкантом Гэри Кларком-младшим, с которым она встречалась 4 года до их свадьбы. У супругов есть трое детей: сын Зион Рейн Кларк (род. 11 января 2015) и две дочери — Джия Леблейн Кларк (род. 15 января 2018) и Элла Вулф Кларк (род. 21 февраля 2020).

## Фильмография
- «Два кулака и одно сердце»[англ.] — в роли Джессики
- «Последний международный плейбой»[англ.] — в роли Саффо
- «Где-то» — в роли девушки в бикини